# یرلی‌جه (بایبورد)
یرلی‌جه (به ترکی استانبولی: Yerlice) (به کردی: Tavûqvank) یک منطقهٔ مسکونی در ترکیه است که در بایبورد واقع شده‌است. یرلی‌جه ۷۲ نفر جمعیت دارد.